# Guillermo Arellano
Guillermo Arellano Moraga (Santiago del Cile, 21 agosto 1908 – Santiago del Cile, 16 febbraio 1999) è stato un calciatore cileno.

## Carriera
Nella sua carriera, Arellano giocò come attaccante per il Colo Colo. Inoltre, prese parte al Campionato mondiale di calcio 1930 in Uruguay con il Cile giocando una sola partita, quella contro l'Argentina.